# حسن‌آباد (کوه‌پنج)
حسن‌آباد، روستایی از توابع بخش مرکزی شهرستان بردسیر در استان کرمان ایران است.

## جمعیت
این روستا در دهستان کوه‌پنج قرار دارد و براساس سرشماری مرکز آمار ایران در سال ۱۳۹۵، خالی از سکنه دائم بوده‌است.